# At the Montreux Jazz Festival
At the Montreux Jazz Festival es un álbum en vivo por el pianista y compositor de jazz Bill Evans y su trío, conformado por el bajista Eddie Gómez y el baterista Jack DeJohnette. Fue publicado en noviembre de 1968 por Verve Records. El álbum ganó en la categoría a mejor interpretación de jazz instrumental – grupo pequeño o solista con grupo pequeño en la 11.ª edición de los Premios Grammy.

## Recepción de la crítica
Rovi Staff, escribiendo para AllMusic, le otorgó una calificación de 4 estrellas sobre 5, afirmando que el álbum: “marca el comienzo de cambios estilísticos para el legendario pianista. Solo un año antes, su lanzamiento At Town Hall encontró su enfoque generalmente más introspectivo y melancólico. En contraste, este conjunto es más animado, divertido y experimental. [...] Él experimenta más con la disonancia armónica y los sorprendentes contrastes rítmicos, lo que hace de esta su interpretación más extrovertida desde su primer lanzamiento, New Jazz Conceptions”.
El personal de la revista Billboard escribió: “El delicado arte pianístico de Evans es capturado aquí en vivo desde el Festival de Jazz de Monterrey [sic] de este año, donde el trío de Evans fueron invitados de honor. Debe haber sido un concierto muy ‘vivo’ a juzgar por la atención del público capturada en el registro. Evans ofrece una tarifa típica de concierto variada, pero viene con mucha fuerza en una lírica balada, «I Loves You, Porgy»”.

## Galardones
| Año  | Premio         | Categoría                                                                             | Resultado | Ref.  |
| ---- | -------------- | ------------------------------------------------------------------------------------- | --------- | ----- |
| 1969 | Premios Grammy | Mejor interpretación de jazz instrumental – grupo pequeño o solista con grupo pequeño | Ganador   | [ 3 ] |

## Lista de canciones
| Lado uno |                  |          |  |
| N.º      | Título           | Duración |  |
| 1.       | «One for Helen»  | 5:22     |  |
| 2.       | «A Sleepin' Bee» | 6:05     |  |
| 3.       | «Mother of Earl» | 5:14     |  |
| 4.       | «Nardis»         | 8:23     |  |

| Lado dos |                               |          |  |
| N.º      | Título                        | Duración |  |
| 1.       | «I Loves You, Porgy»          | 6:00     |  |
| 2.       | «The Touch of Your Lips»      | 4:45     |  |
| 3.       | «Embraceable You»             | 6:45     |  |
| 4.       | «Someday My Prince Will Come» | 6:08     |  |
| 5.       | «Walkin' Up»                  | 3:45     |  |

## Créditos y personal
Créditos adaptados desde las notas de álbum.
The Bill Evans Trio
- Bill Evans – piano
- Eddie Gómez – contrabajo
- Jack DeJohnette – batería

Personal técnico
- Helen Keane – productora
- Bob Schwarz – ingeniero de audio, mezclas
- Jean-Claude Martin – ingeniero de audio
- Pierre Grandjean – ingeniero de audio
- Val Valentin – director de ingeniería

Diseño
- Acy R. Lehman – director artístico